# Gastronomía de Italia

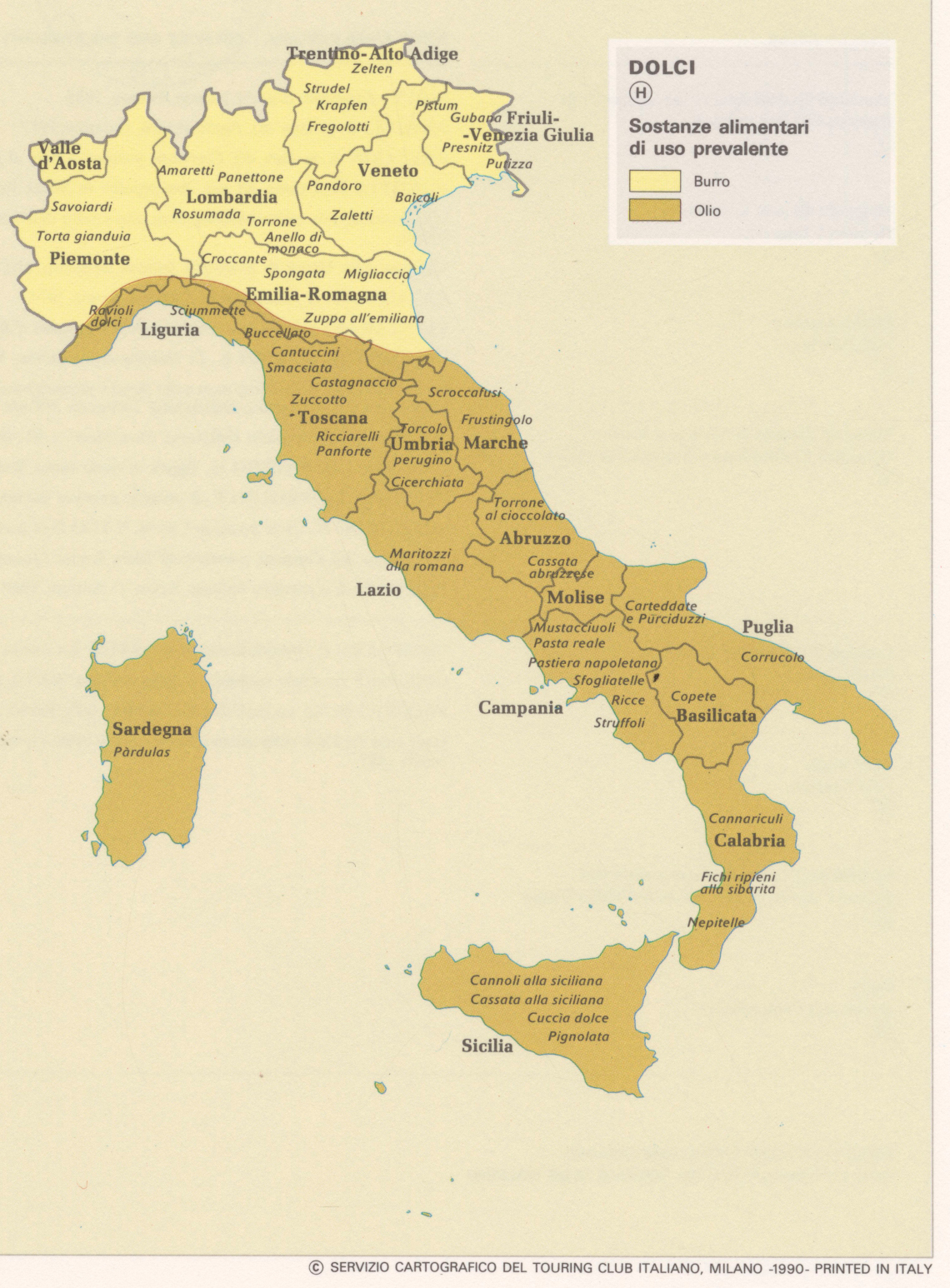
La mantequilla es la grasa preferida en el norte de Italia. En el resto del país lo es el aceite de oliva.

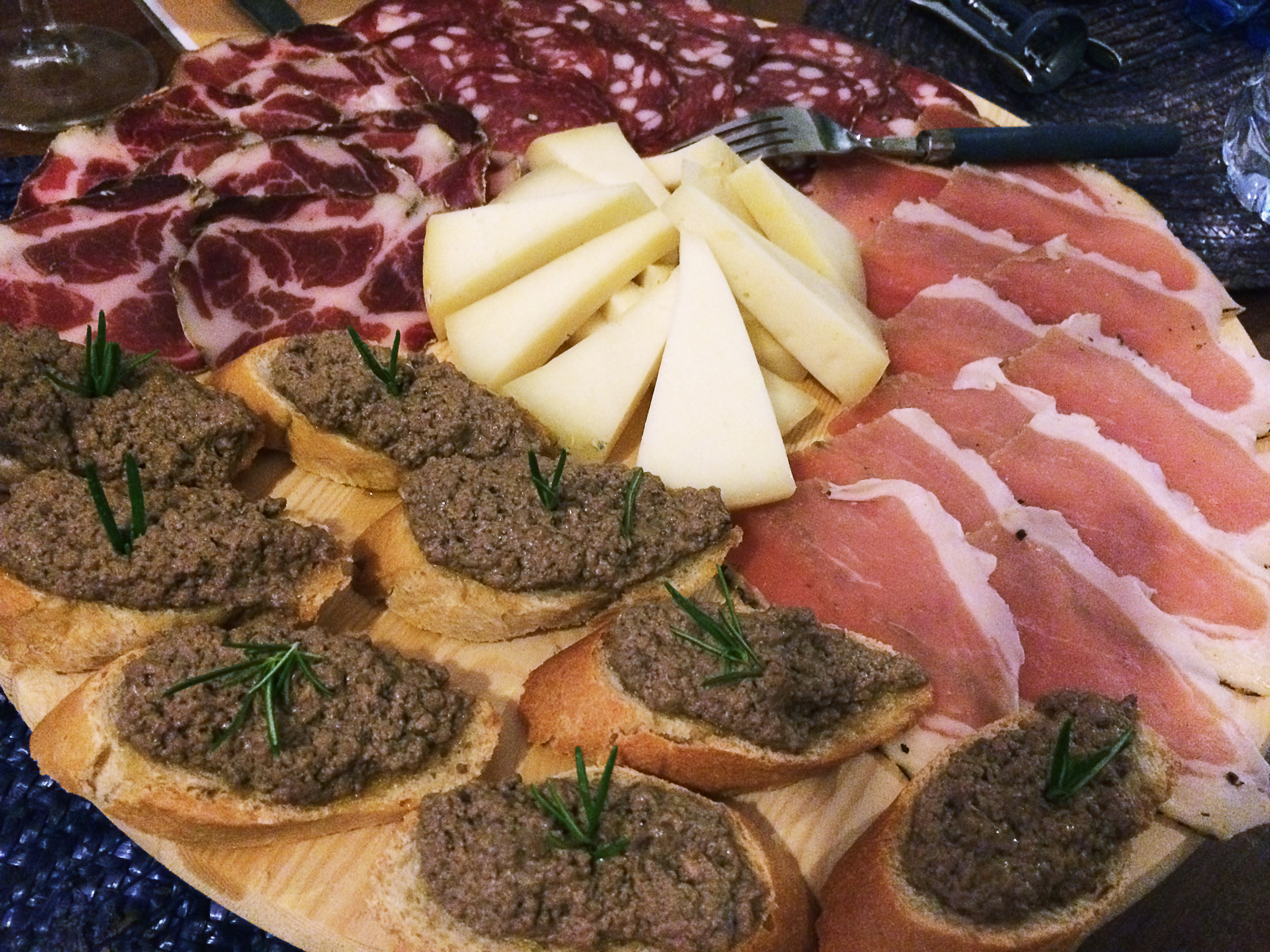
Antipasto con crostini.

La gastronomía italiana (cucina italiana) son los alimentos, técnicas, platos y demás tradición culinaria de Italia, la cual es practicada por sus habitantes y refleja la riqueza cultural de sus regiones y de su historia. 
La cocina italiana es parte integral de las gastronomías mediterráneas, cuya dieta fue declarada Patrimonio Cultural Inmaterial de la Humanidad en 2010 por la Unesco, y es imitada y practicada en todo el mundo. Algunas preparaciones más reconocidas son la pizza, el risotto, muchas formas de pasta, la parmigiana, la frittata, el gelato o el tiramisú. Italia también posee una larga tradición de vinos, café, chocolate, licores, quesos o aceite entre otros productos. La gastronomía italiana es ampliamente reconocida como una de las más apreciadas y diversas del mundo, y con frecuencia se la considera la mejor.
Se trata de una cocina con fuerte carácter histórico y tradicional, variada gracias a cada una de sus regiones y heredera de largas tradiciones, que ha sabido perpetuar recetas antiguas como la polenta (alimento de la legión romana) o la pizza, plato de Nápoles por excelencia, entre muchos otros platos italianos que hoy en día se pueden degustar en cualquier lugar del mundo, así como en una típica trattoria italiana.
Italia es también el mayor productor de vinos a nivel mundial y el país que posee la más grande variedad de quesos en el mundo.

## Ingredientes

### Frutasyverduras

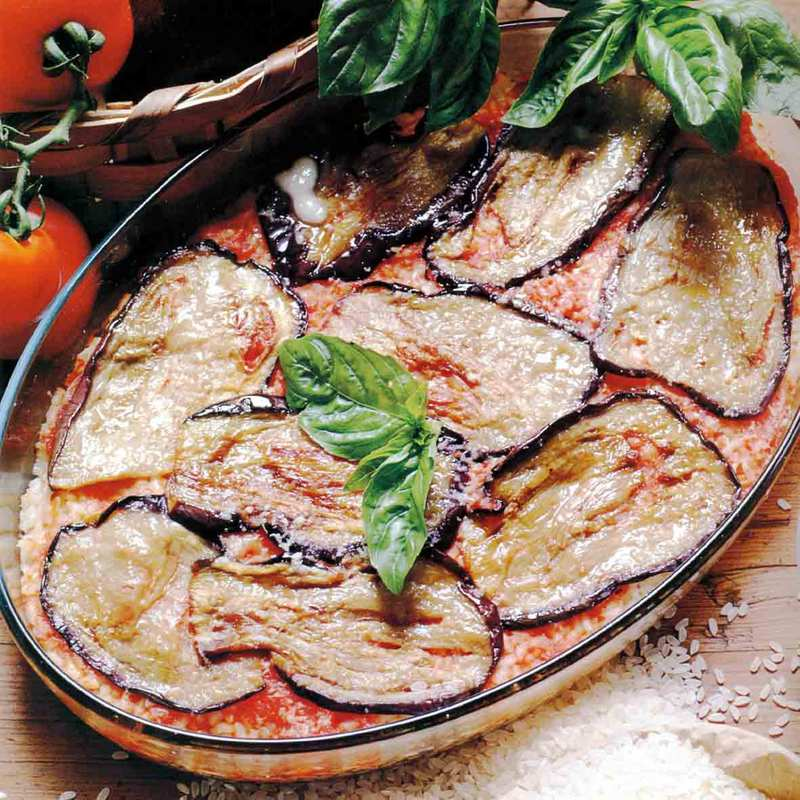
Parmigiana di melanzane

La cocina italiana tiene muchas elaboraciones con verduras y hortalizas. Se emplean muchos platos preparados con vegetales (uno muy conocido  es la parmigiana di melanzane). Las espinacas aparecen en varios platos, así como las calabazas, las flores de calabacín, las alcachofas, los pimentones (rellenos, asados o secos, como es el caso de los llamados peperoni cruschi, típicos de la Basilicata), los tomates, los cardos (típicos del Piamonte) y muchos legumbres como los fagioli (frijoles), las fave (habas), los ceci (garbanzos), etcétera. El cappon magro (una torta ligur con pescado, crustáceos y verduras cocidas) es un buen ejemplo de equilibrio entre fibras vegetales y proteínas, así como la 'ncapriata pugliese (un plato a base de puré de habas con achicoria silvestre, abundante aceite de oliva extra virgen y especias, típico  del  sudeste de Italia) es un perfecto ejemplo de comida vegetariana y dieta mediterránea al mismo tiempo. 
En el terreno de las frutas, los cítricos adquieren una posición prominente entre las comidas servidas como entradas, empleándose también como elaborados postres.

### Carnesypescados

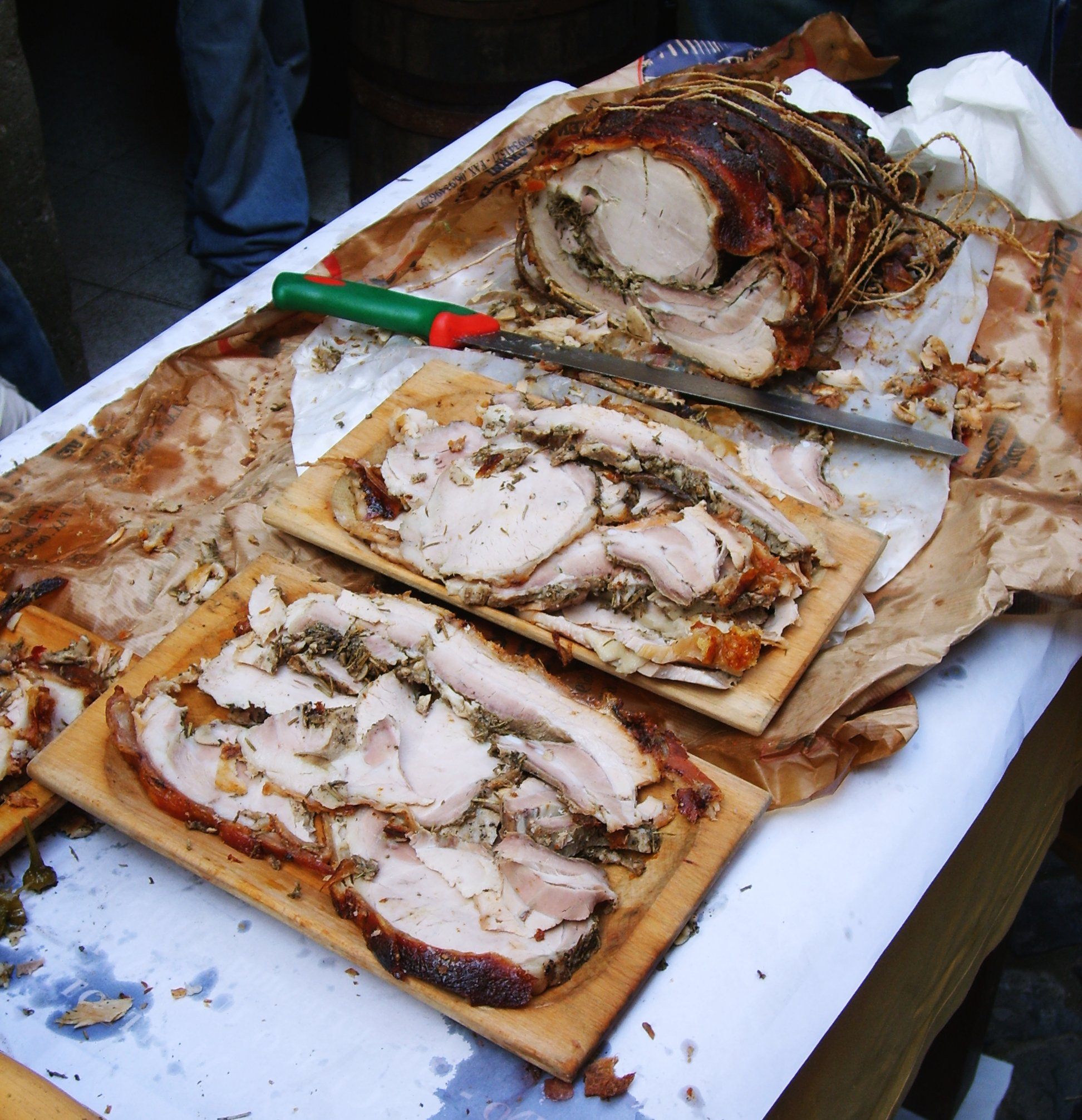
Porchetta.

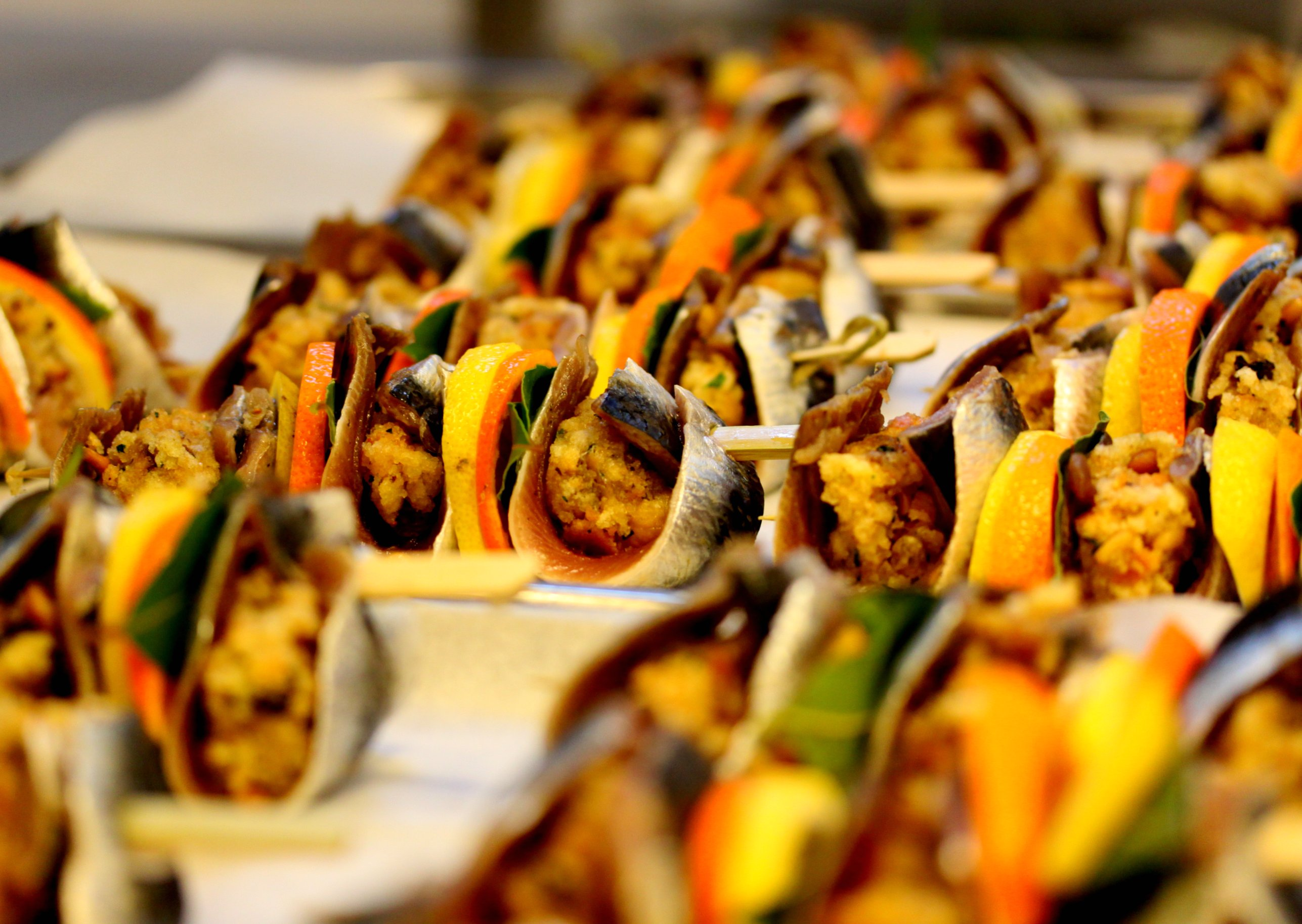
Sarde a beccafico.

Hay muchas recetas de carne, algunas de las más famosas son el ossobuco, la bistecca alla fiorentina de la Toscana, el bollito misto del Piamonte (acompañado por salsa verde), varias preparaciones en estofado como el stracotto al barolo (estofado al vino), la buseca (elaborada con callos de ternera), el vitello tonnato (ternera con atún, anchoas y alcaparras), la  piccata (carne de ternera en papillot con alcachofas), las scaloppine al vino bianco o al limone (escalopes finos con salsa de vino blanco o de limón), el abbacchio (cordero romano), las braciole di cavallo de Apulia (carne de caballo enrollada y guisada con quesos, hierbas y especias), la cotoletta alla milanese, el carpaccio, la porchetta, etcétera.
Existe una gran cantidad y variedad de charcuterías que se pueden probar a lo largo de toda Italia. Algunas de ellas son el jamón italiano o prosciutto (el prosciutto di Parma, el prosciutto di San Daniele, el prosciutto di Carpegna, el prosciutto di Modena, el prosciutto toscano, el prosciutto veneto Berico-Euganeo, en el Valle d'Aosta el Jambon de Bosses, el prosciutto di Norcia, el prosciutto cotto, el prosciutto casentinese, el prosciutto Nero dei Nebrodi, etcétera), la mortadella, el salame, etcétera. Un ejemplo de receta famosa que incluye embutido son los saltimbocca, unos rollitos de ternera, jamón, salvia y vino blanco. Algunos embutidos suelen ser consumidos de forma muy similar al bocadillo español, en los que se denominan panini. La bresaola, por ejemplo, consiste en lonchas de carne de buey o de 
ciervo crudas y se toma como aperitivo. En el terreno de los preparados con huevo está la famosa frittata (similar a la tortilla francesa).
El pescado, abundante en los mares de la península itálica y de sus islas, es muy elaborado especialmente en Sicilia, en Liguria, en Cerdeña, Apulia y Campania (aunque platos de pescado y mariscos abundan en todas las regiones italianas costeras). Son importantes también los pescados de río y de lagos, como el salmon, las truchas , la lamprea, con los que se elaborarán  diversas sopas de pescado regionales.
El pescado y los mariscos son una de las principales delicias de la cocina italiana. Se hace souté o sopa de mariscos, spaghetti alle vongole (almejas), alle cozze (mejillones), ai ricci di mare (erizos de mar), etcétera. Muy consumido es también el pulpo, entre otros invertebrados marinos.

### Arrocesypastas
La pasta es el ingrediente más reputado de esta cocina europea. Hay una gran selección de pastas que pueden prepararse como primer plato (como la lasaña y los macarrones) y suelen servirse al comenzar la comida (después de los entremeses), de forma sencilla, con mantequilla, parmesano, con ragú (ragù napoletano o ragù bolognese, entre otros) o diversas salsas (alla carbonara, putanesca, arrabbiata, amatriciana, etcétera), a veces con aceite de oliva, ajo, hierbas y acompañamientos como pescados mejillones y otros mariscos. También hay pastas rellenas, como los ravioli, los tortellini, los cappelletti de Emilia (elaborados con carne de  cerdo  picada y embutidos típicos de la zona) o los pansotti de Rapallo (rellenos de espinaca y ricotta), entre otras.
Son muchos los platos hechos con arroz (riso en italiano), por ejemplo los arancini y los supplí; los que siguen unas determinadas técnicas específicas se denominan risotto; son uno de los elementos característicos de la cocina del norte del país (al igual que de otras, como la valenciana). Se trata de una base culinaria que permite elaborar gran variedad de platos, generalmente cocidos con caldos olorosos que emplean especias como el azafrán (a la milanesa), en timbal (a la piamontesa), a veces empleando el arroz como relleno de otros ingredientes como el tomate o como guarnición de otros platos de pescado o marisco.
Es tradicional el pesto (salsa de Génova preparada con albahaca triturada con aceite, pecorino, ajo y piñones), que sirve de acompañamiento a las trenette (tallarines planos) y a los espaguetis a la siciliana (con berenjenas fritas y salsa de tomate con especias).
|  |  |  |

### Pizzasyfocaccias

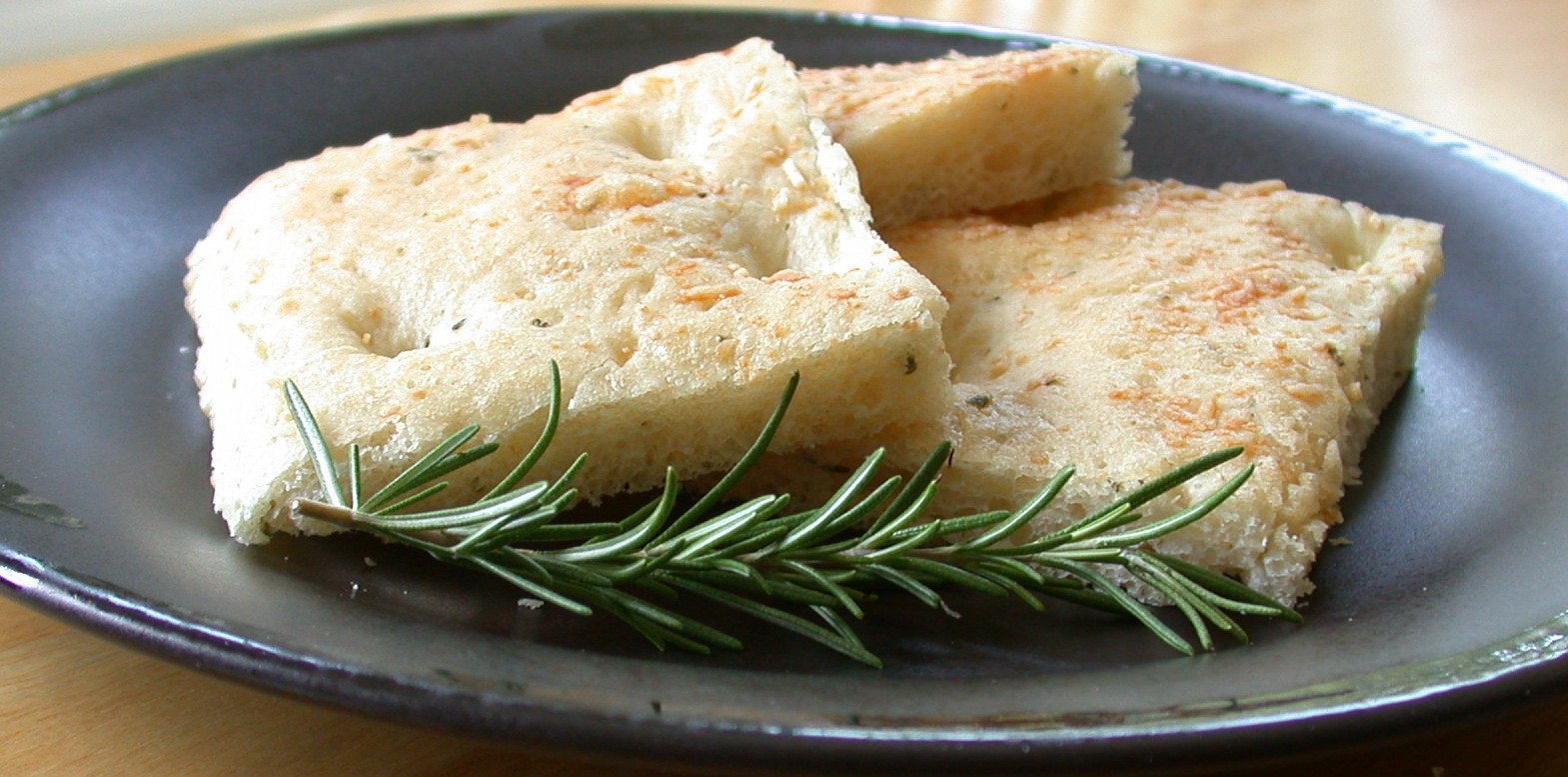
Focaccia.

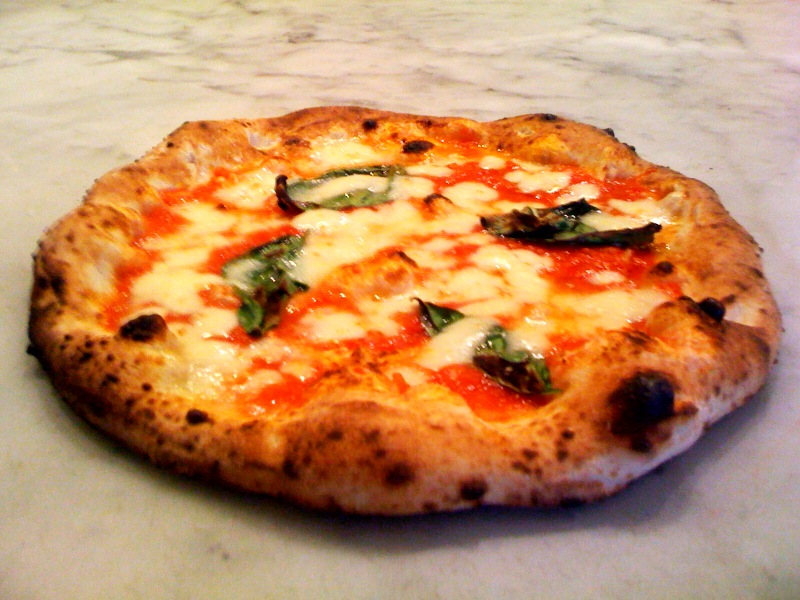
Pizza Margherita.

Además de la pizza y la focaccia, en esta categoría pueden encontrarse recetas parecidas, como el calzone (una especie de pizza cerrada sobre sí misma), el panzerotto y otros platos como la piadina, la crescentina o las panelle.
- Focaccia al rosmarino (al romero): sus ingredientes básicos son el romero, aceite de oliva y sal, a menudo combinado con prosciutto. Se suele servir de aperitivo.
- Pizza marinara (marinera): sus ingredientes básicos son el tomate, el orégano y el ajo.
- Pizza Margherita (Margarita): tomate, mozzarella y albahaca.
- Pizza napoletana (napolitana): parecida a la Margarita, hecha con Mozzarella di Bufala Campana, tomate de San Marzano, albahaca y aceite de oliva virgen extra. La preparación de la tradizionale pizza napoletana (tradicional pizza napolitana clásica) se considera un arte manual única y por eso l'arte dei pizzaiuoli napoletani (el arte de los pizzeros napolitanos) ha sido declarada Patrimonio Cultural Inmaterial de la Humanidad por la Unesco en 2017.
- Pizza quattro stagioni (cuatro estaciones): sus ingredientes básicos son el tomate y unos ingredientes típico de cada una de las cuatro estaciones del año: aceitunas y alcachofas (primavera), salame y pimienta (verano), tomate y mozzarella (otoño), y setas y huevo duro (invierno).
- Pizza ai quattro formaggi (cuatro quesos): con cuatro quesos diferentes (generalmente mozzarella, gorgonzola, fontina y Parmigiano Reggiano).
- Calzone: es una pizza «cerrada» sobre sus extremos, que puede ser frita u horneada.

### Panes
La cantidad de panes italianos es muy amplia, algunos ejemplos son:
- Ciabatta
- Pane carasau
- Schiacciata
- Panino
- Farinata (pan de aceite y harina de garbanzos)
- Focaccia
- Muffuletta
- Bruschetta
- Coccoi a pitzus
- Crostini
- Tortano
- Casatiello
- Farrata
- Tarallo
- Grissini turinés
- Tigella
- Crescentina
- Panzerotto
- Piadina

|  |  |  |

### Quesos

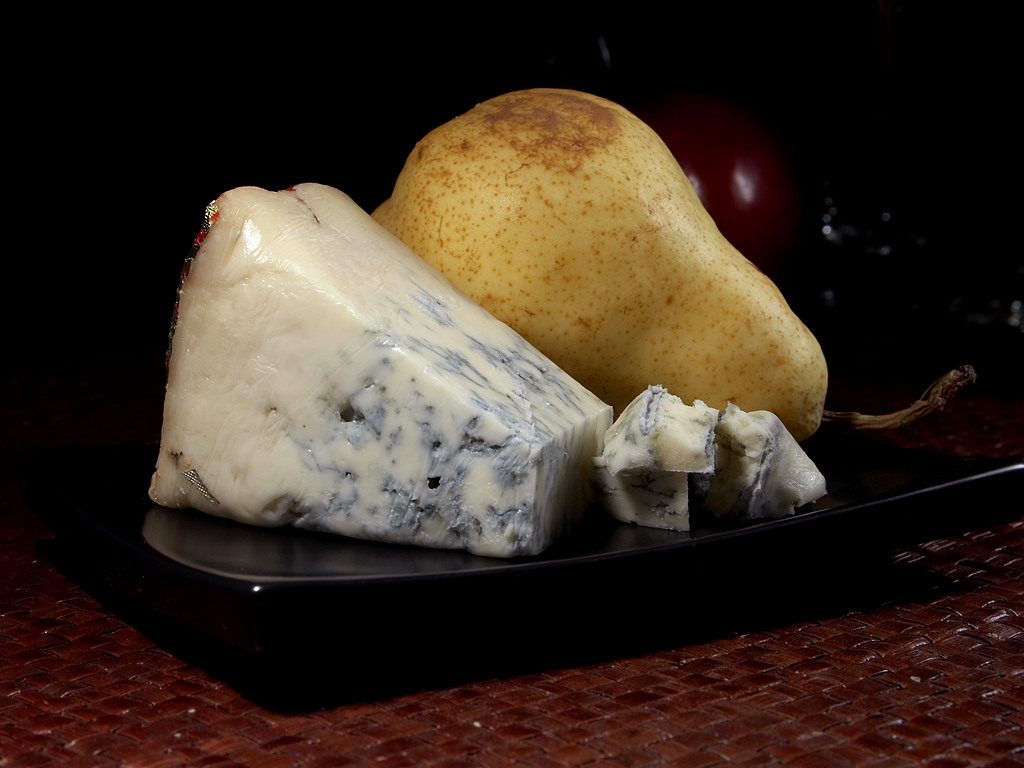
Gorgonzola.

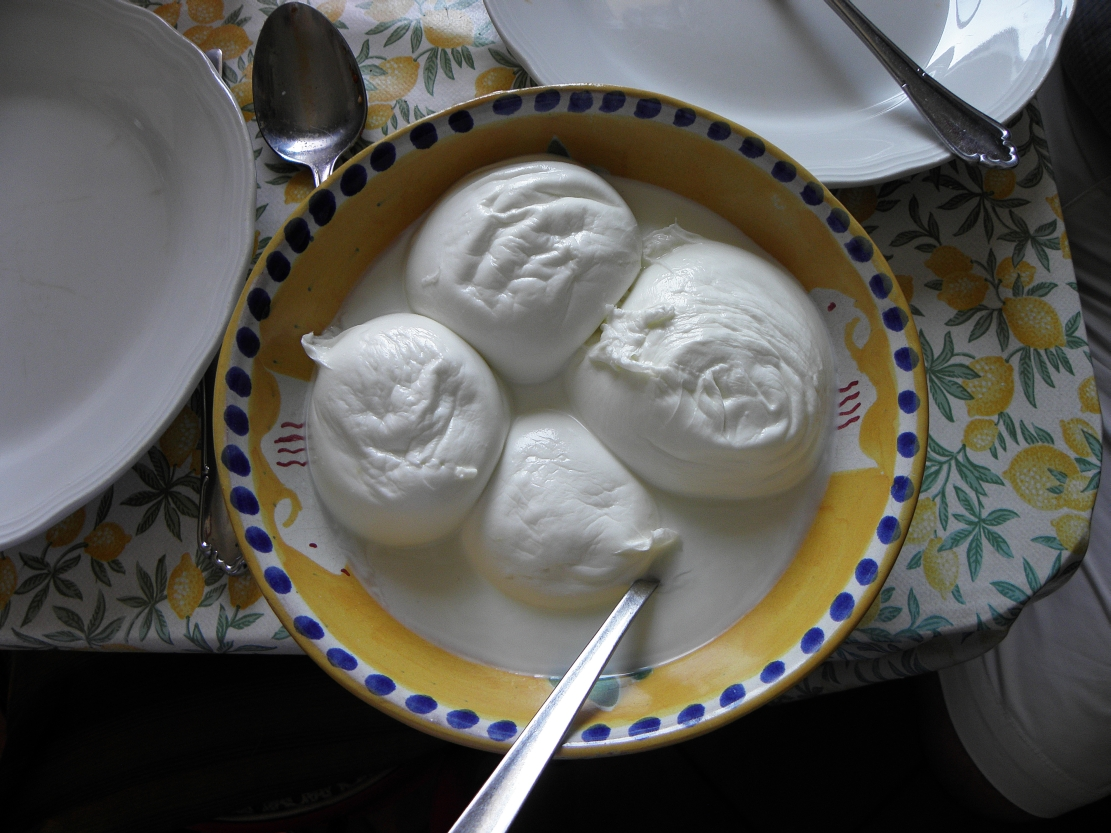
Mozzarella di Bufala Campana.

En Italia existe una inmensa variedad de quesos. Se trata del país con la mayor cantidad de  
denominaciones de origen en Europa. Algunos quesos italianos de calidad protegidos por el sistema de denominación de origen (DOP) son los siguientes:

## Estructura de un menú típico

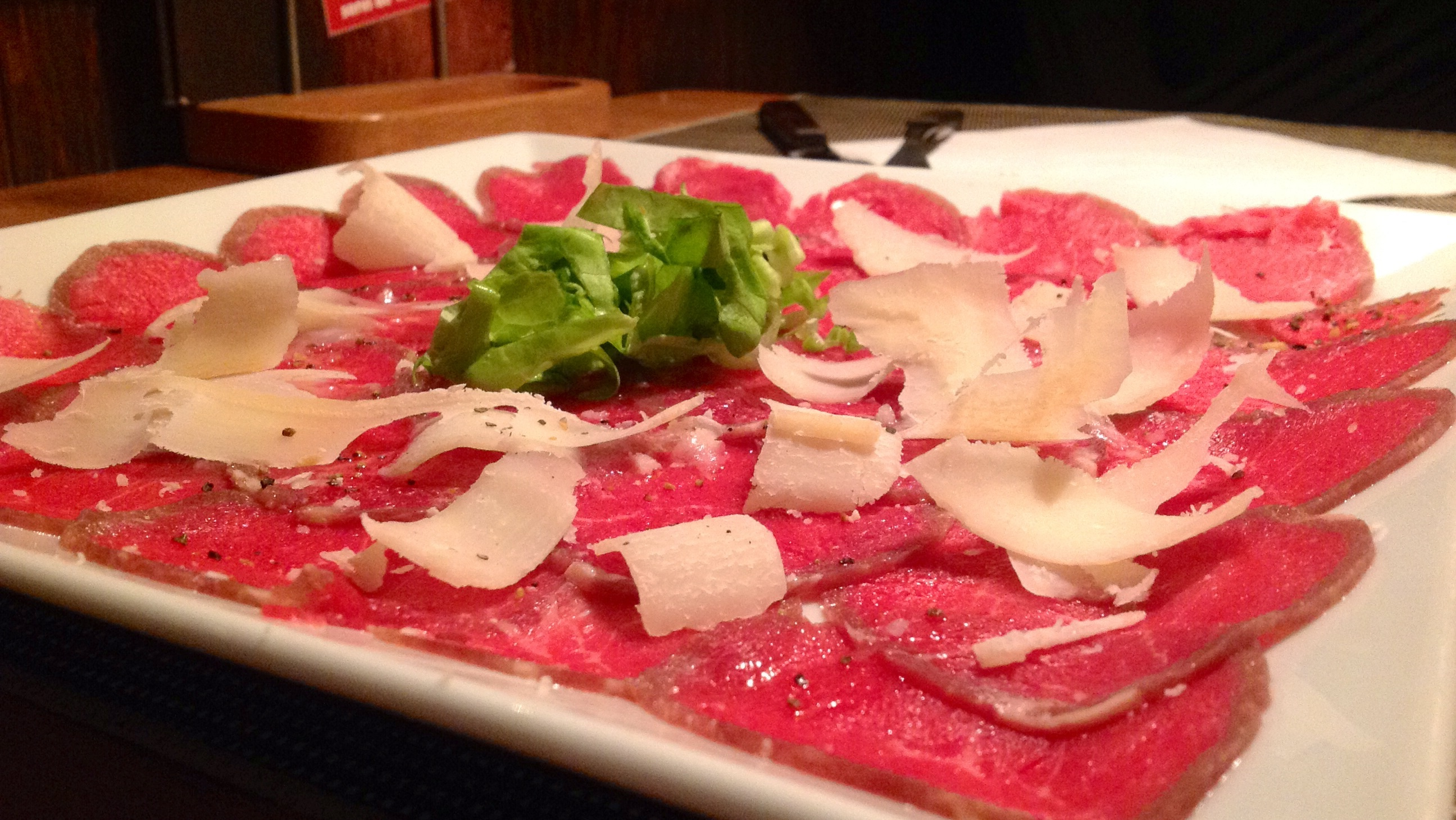
Carpaccio, un antipasto.

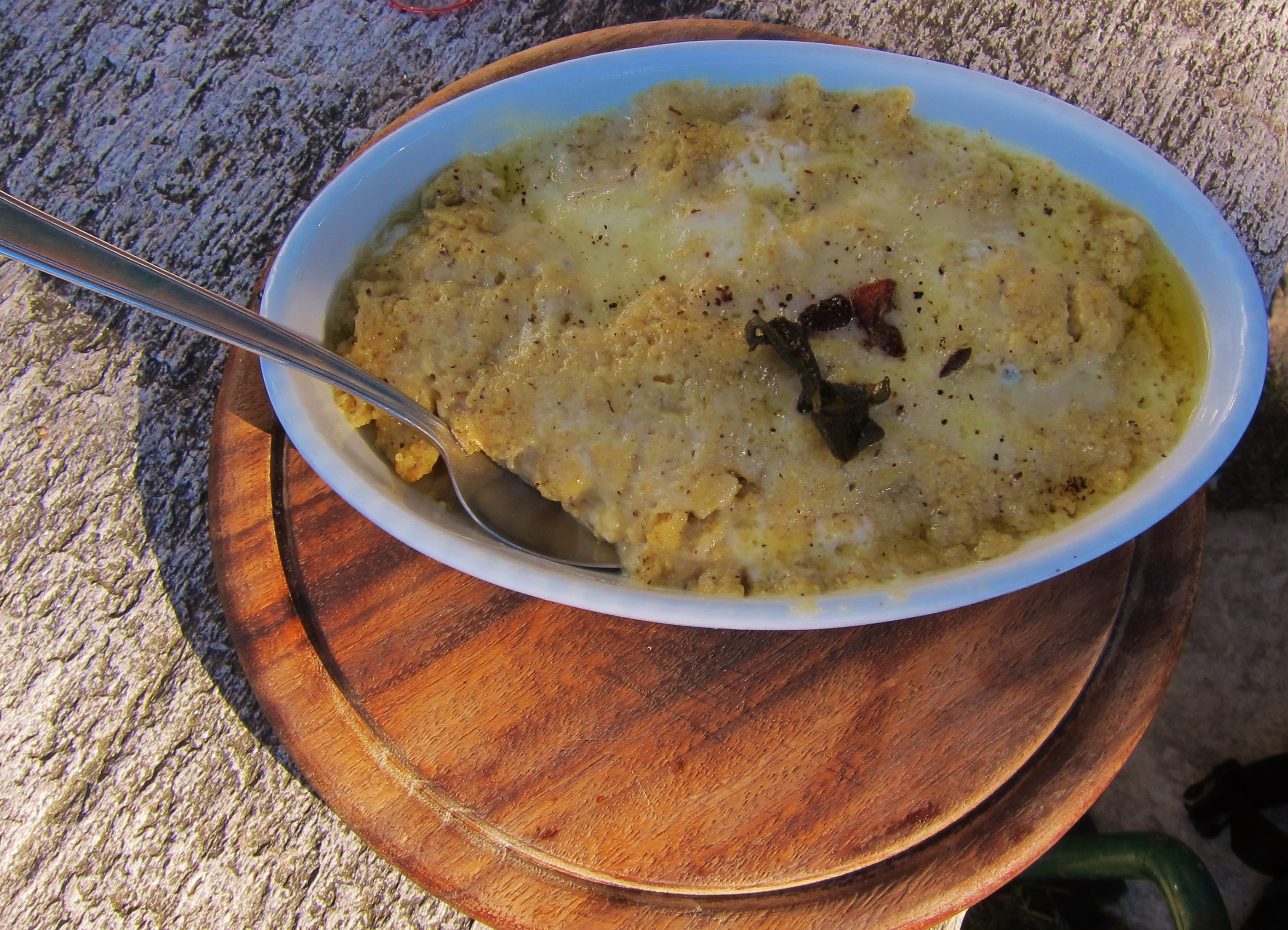
Polenta ùncia, un primer plato.

Un menú tradicional en Italia consiste en diversas fases, cabe pensar que la Pizza en la mayoría de los casos, en Italia, se considera un plato único (piatto único).
El menú típico consta como mínimo de cuatro platos: antipasto, primo piatto, secondo piatto y dolce, es decir, entremeses, primer y segundo plato y postre. 
El antipasto suele estar formado por pequeñas exquisiteces tales como aceitunas, uvas carnosas, mariscos, embutidos, vegetales cocidos, quesos y otras miniaturas.
El primero suele ser un plato o bien a base de pasta o bien de arroz o sopas de diversos tipos.
El segundo es carne o pescado y suele servirse con algún acompañamiento, puesto que estos platos están hechos para que resalte el sabor de la carne o del pescado en sí, con una guarnición. Como acompañamiento se ofrece verdura estofada y en el norte también polenta.
El último lugar lo ocupa el postre, que puede constar únicamente de una pequeña tabla de quesos o de una pieza de fruta o degustar una especialidad dulce regional.
Si se desea al final como digestivos algunos brebajes resultan altamente efectivos. Se suele beber la grappa en las regiones septentrionales, hacia el sur un limoncello o un licor de hierbas es lo más característico. También un expreso puede redondear la comida.

### Antipasto

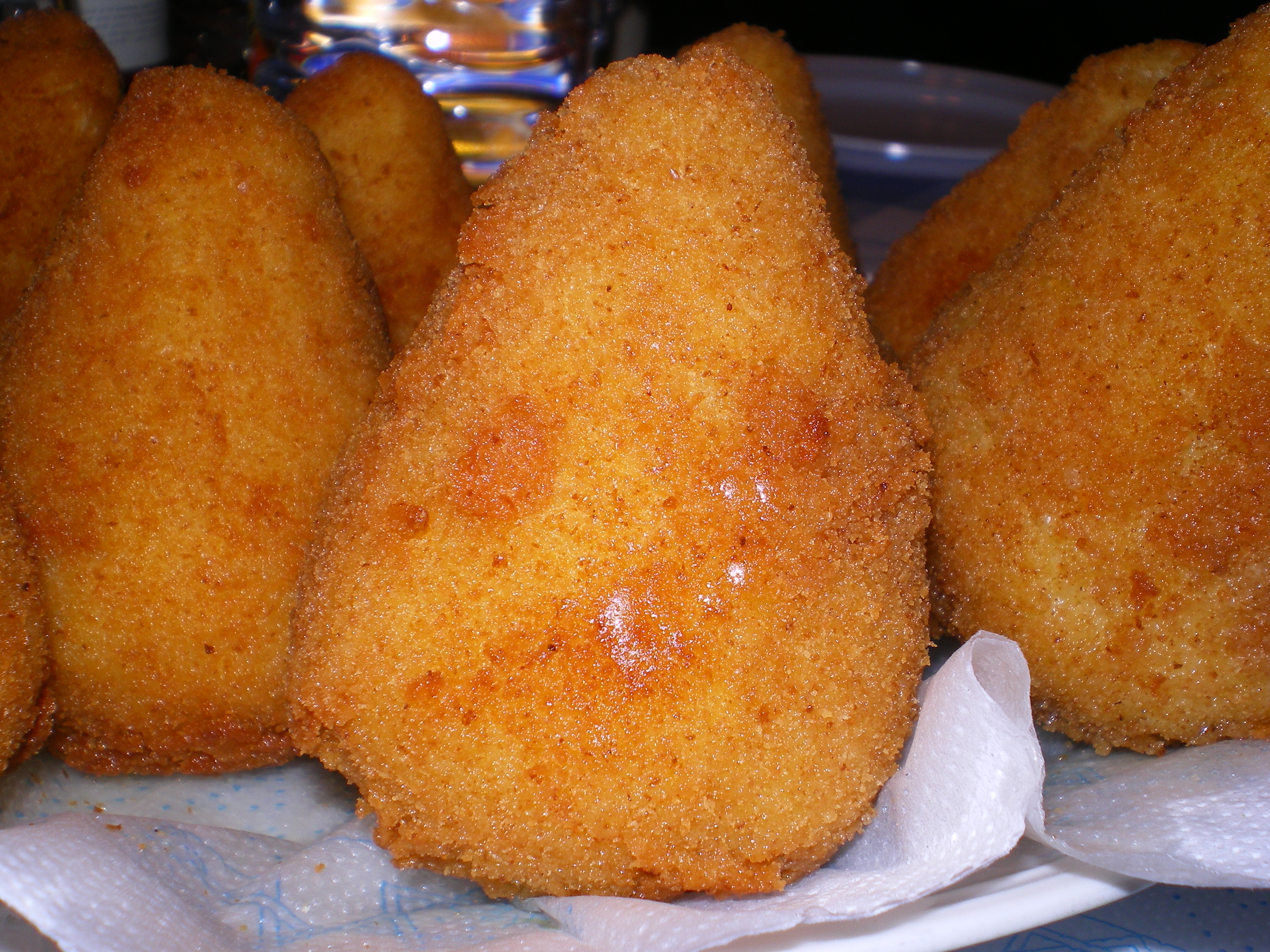
Arancini, una comida callejera.

El antipasto son entremeses calientes o fríos:
- Carpaccio
- Caprese: Mozzarella con tomate, albahaca y aceite de oliva
- Mariscos (frutti di mare) crudos o cocidos
- Vitello tonnato: carne de ternera cocida y aliñada con salsa atunada y alcaparras
- Embutidos (Bresaola, prosciutto, salame, etc)

### Primeros platos

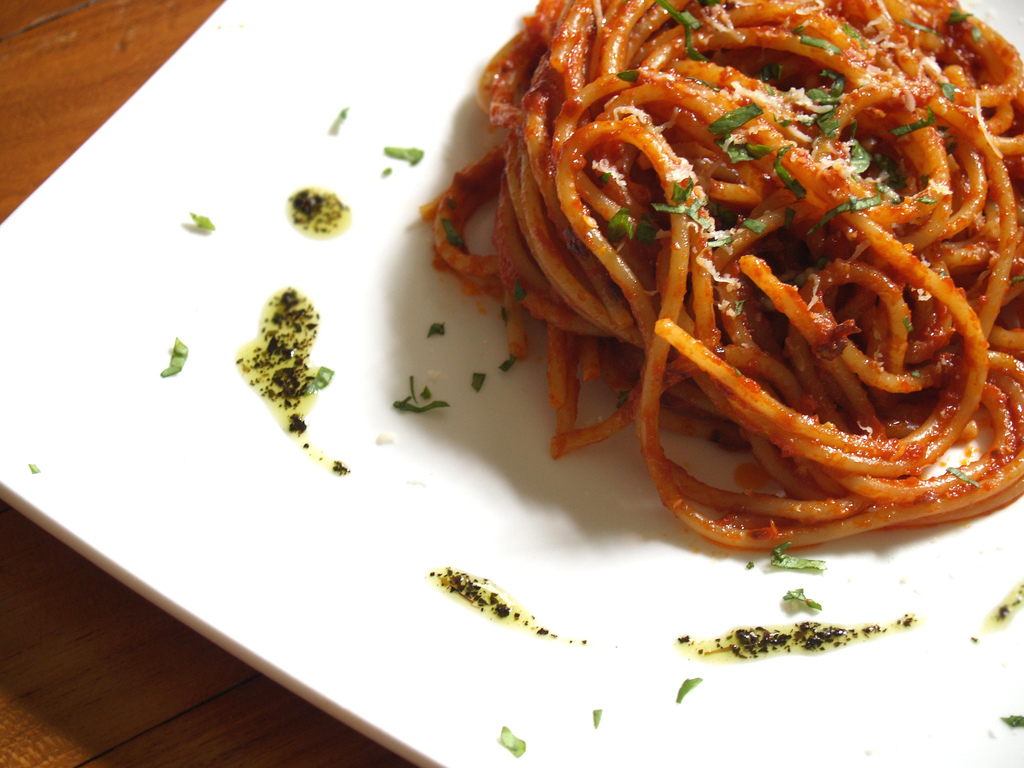
Spaghetti all' arrabbiata, un primer plato.

El primer plato (en italiano: il primo) generalmente consiste en un plato caliente como pasta, varias preparaciones a base de arroz, gnocchi, polenta o sopa. Existen abundantes opciones vegetarianas.
- Pasta
- Gnocchi di patate (Patatas) o de sémola de trigo
- Risotto
- Diferentes sopas

### Segundos platos

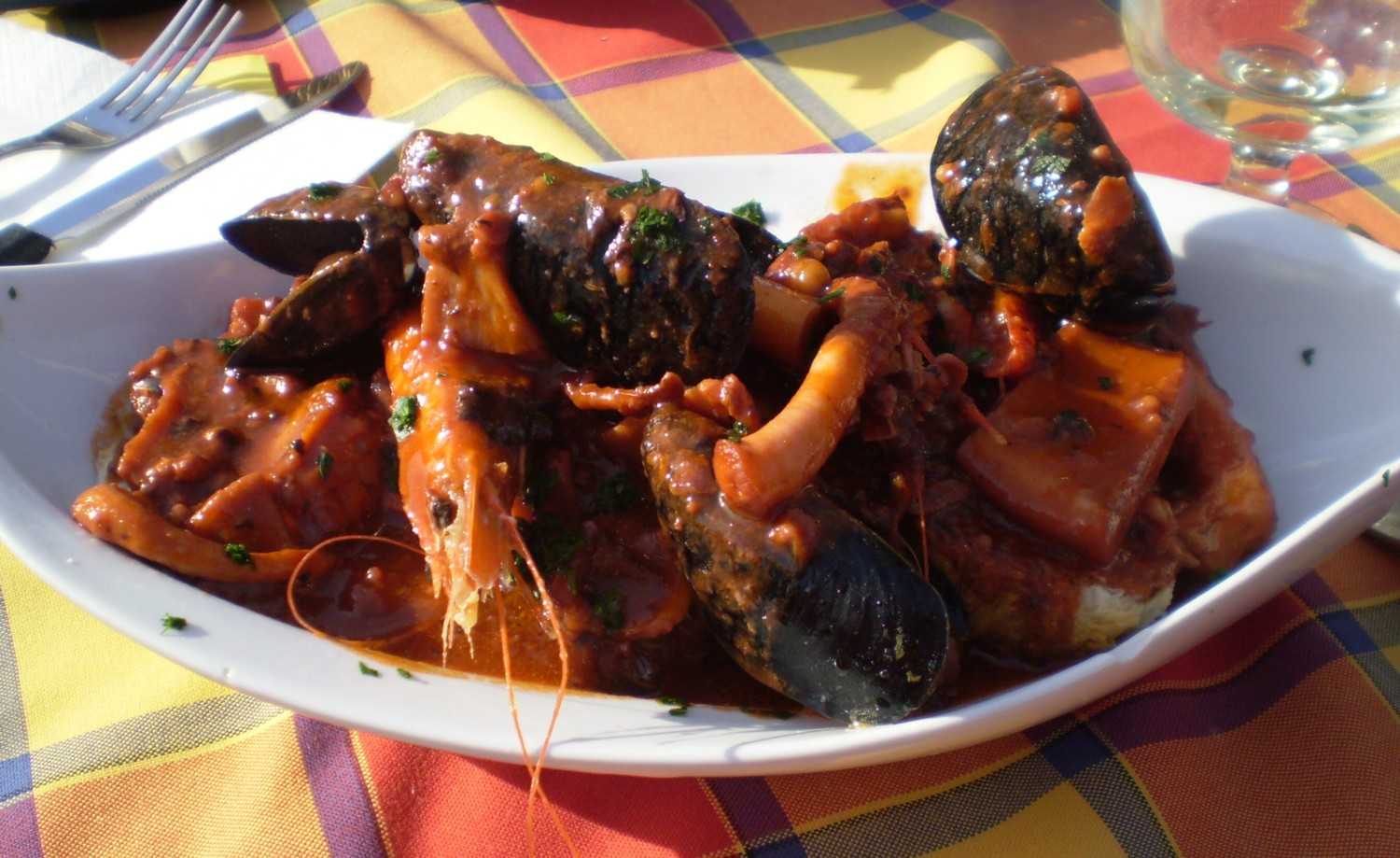
Cacciucco, un segundo plato.

El segundo plato (en italiano: il secondo) es el plato principal, compuesto generalmente de carne o pescado (la pasta nunca se toma como plato principal en un menú italiano tradicional).
- Platos de pescados (como la Orata/Dorada, Gamberi/Gambas, Pesce Spada/Pez espada, Calamari)
- Platos de carnes (como Saltimbocca alla Romana, Ossobuco, Bistecca alla fiorentina, Vitello tonnato)
- Platos de setas (como Fritto di Porcini/Boletus edulis)

### Guarniciones

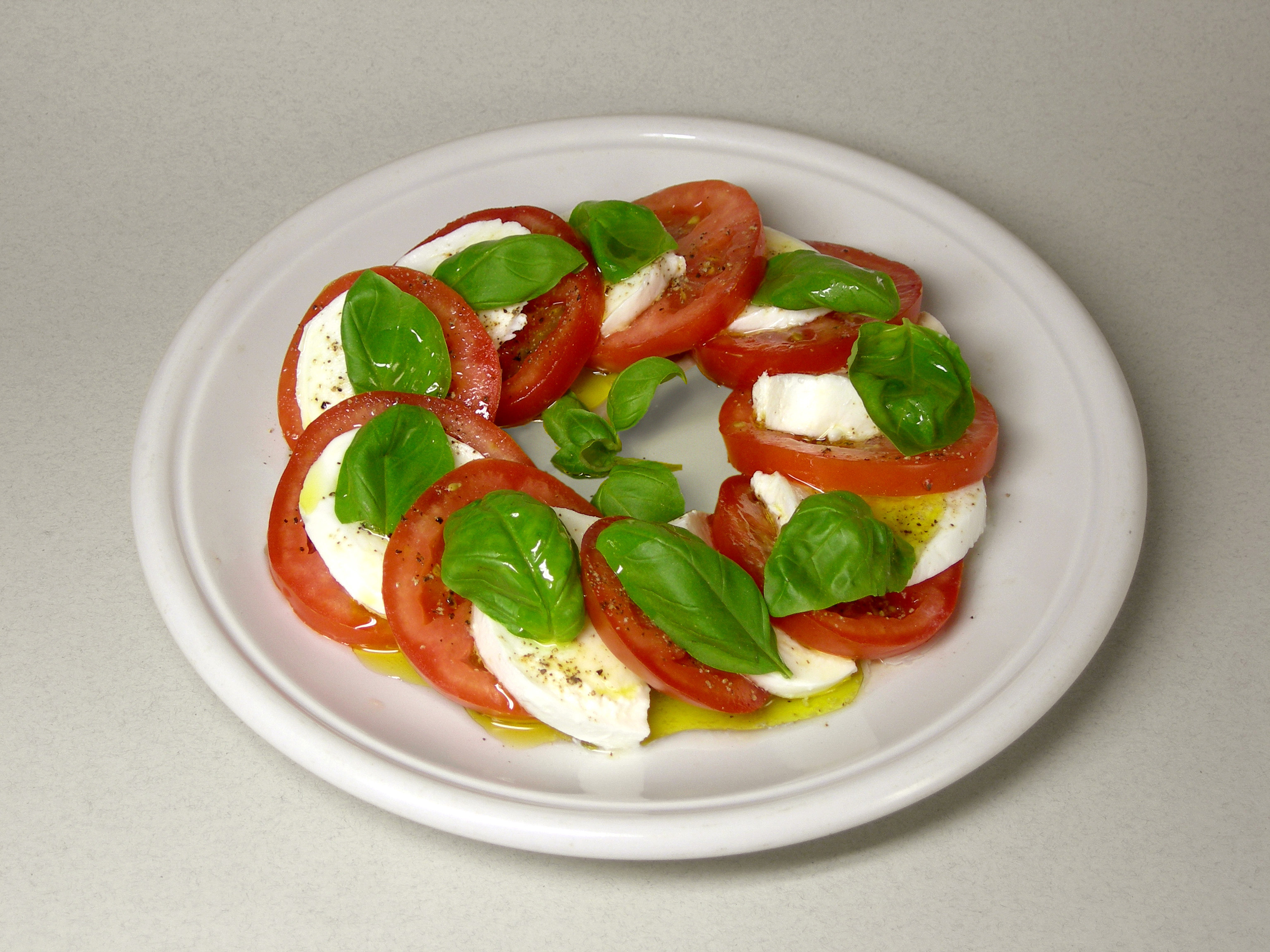
Insalata caprese, un contorno.

El plato de acompañamiento (en italiano: il contorno) puede consistir en una ensalada o en verduras preparadas. En un menú tradicional las ensaladas entran después del plato principal, por ejemplo una clásica insalata caprese.

### Postres

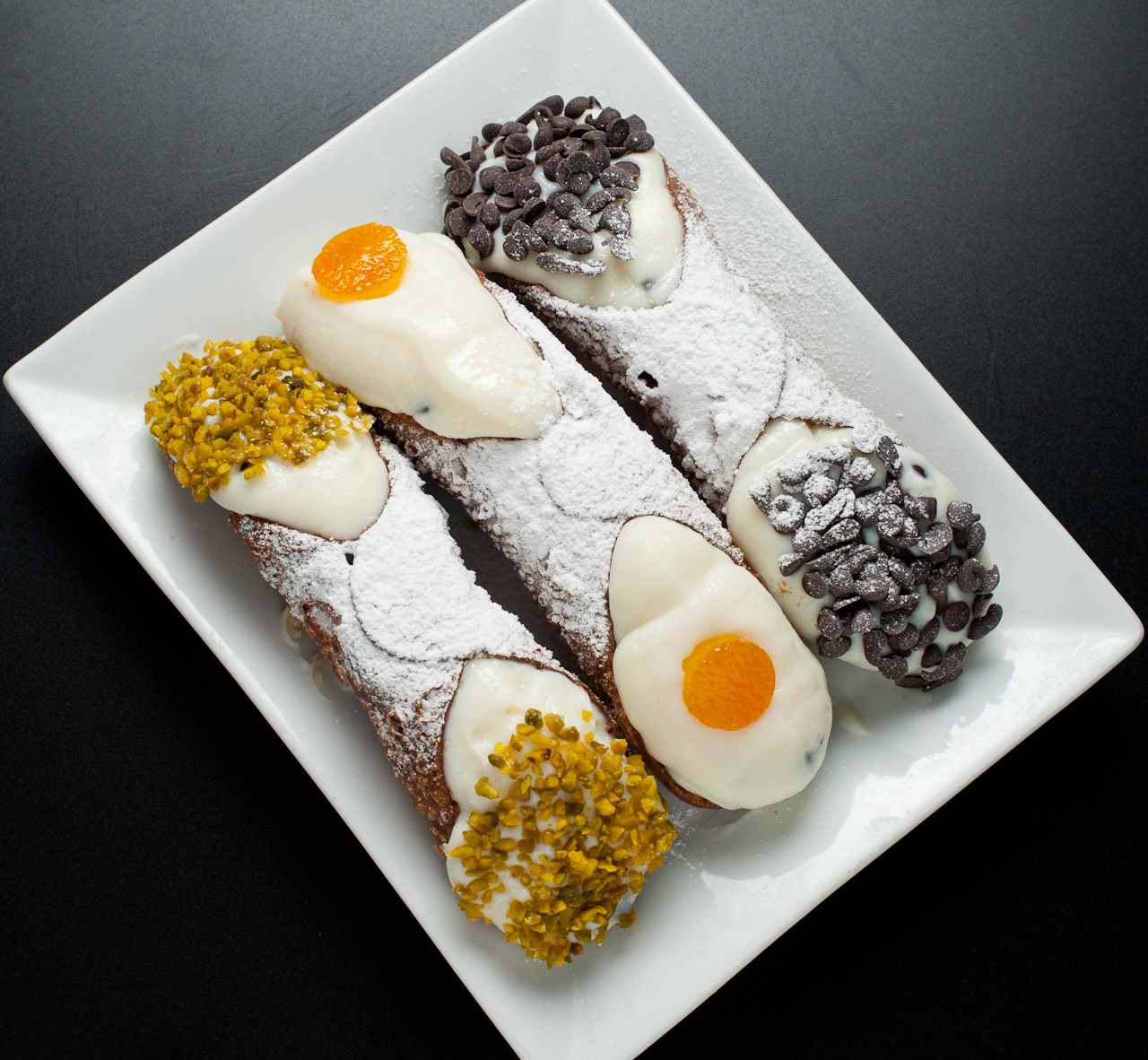
Cannoli, el postre tìpico siciliano.

El postre (en italiano: il dolce) puede consistir en: 
- Tiramisú
- Gelato (helado)
- Cantuccini con vin santo
- Budín (budino)
- Cannoli
- Zabaione (o zabaglione)
- Pasteles (como la cassata)
- Macedonia
- Sorbete (sorbetto)
- Profiteroles
- Panna cotta

## Platos italianos

### Platos de verdura

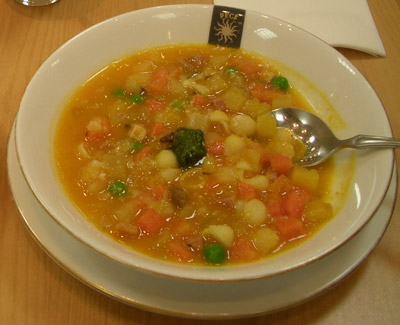
Minestrone.

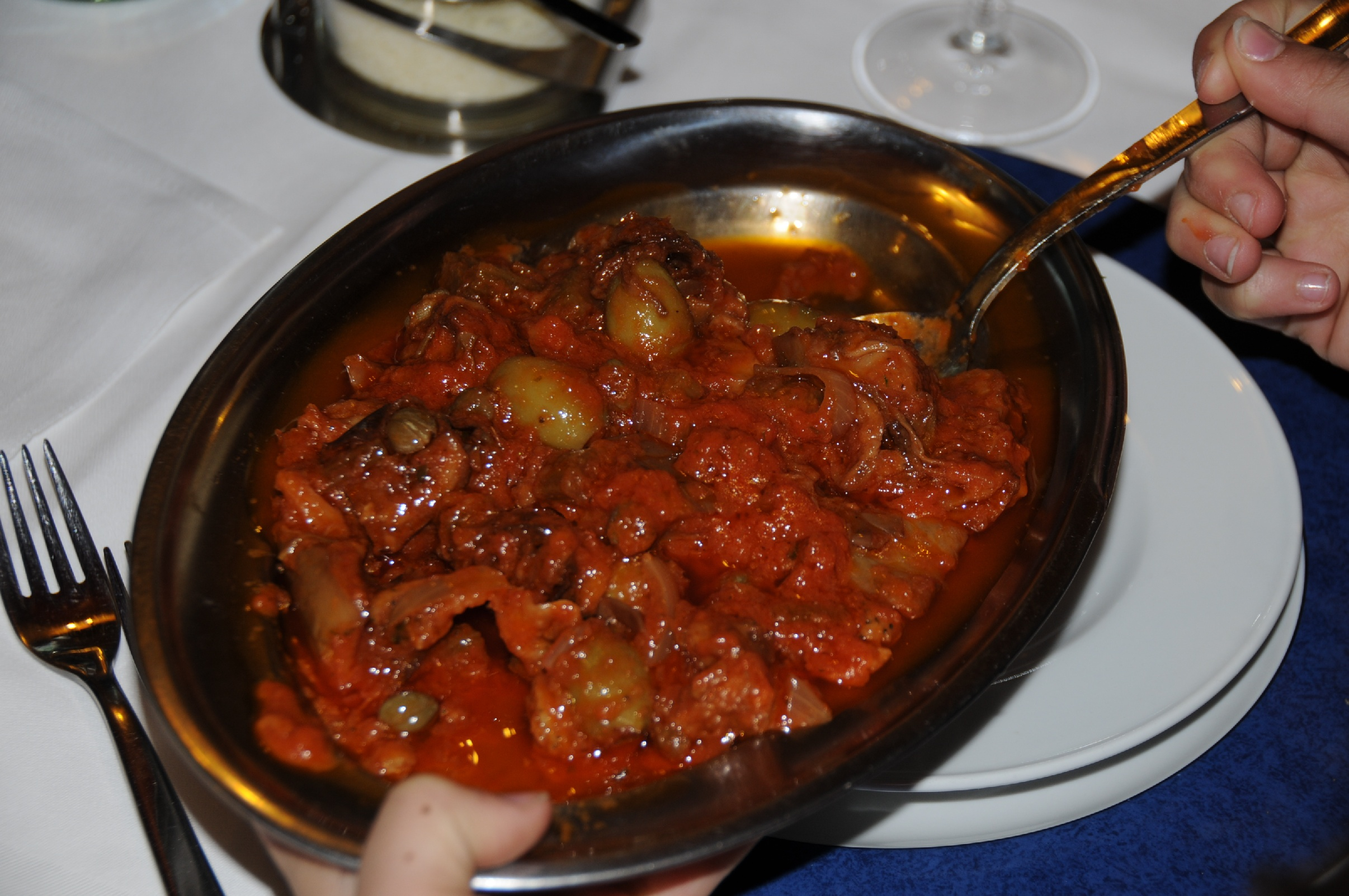
Caponata siciliana.

En la gastronomía italiana los platos de verduras son generalmente empleados como segundos platos, pero también cómo entremeses y acompañamientos, por ejemplo:
- Bagna Cauda: sopa caliente típica de Piamonte hecha con verduras, quesos y anchoas
- Caponata: guiso de verduras agridulces de la gastronomía de Sicilia
- Farinata: plato ligur con harina de garbanzos
- Frittata di verdure:  tortilla de verduras
- Insalata caprese: ensalada típica de la isla de Capri
- Minestrone: sopa de verduras y legumbres
- Panzanella: ensalada típica de Toscana
- Parmigiana: pastel de berenjenas y quesos, procedente de las regiones de Sicilia, Apulia y Campania
- Polenta: pastel a base de harina de maíz, farro o cebada, originario del Norte de Italia
- Torta pasqualina: tarta ligur de verduras y quesos

### Platos de pasta
En cada región de Italia hay numerosos platos elaborados con pastas, algunos de ellos, entre los más conocidos, son:
- Agnolotti del Plin (Piamonte)
- Bigoli con l'anatra (Véneto)
- Bucatini all'amatriciana (Lacio)

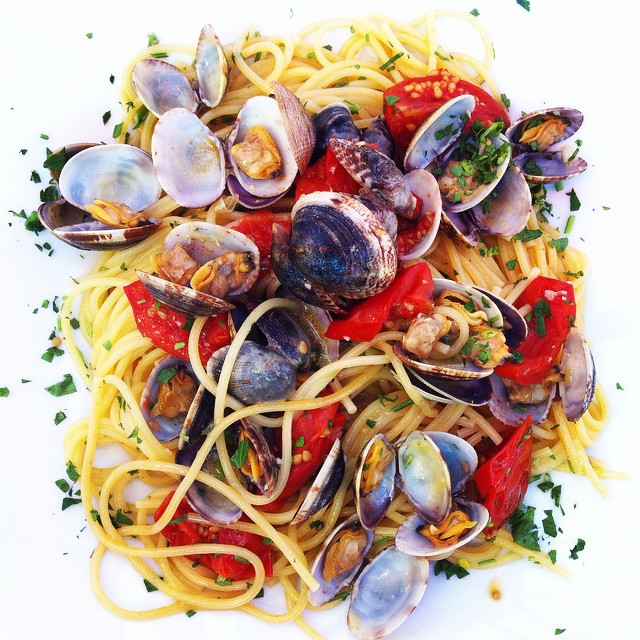
Spaghetti alle vongole.

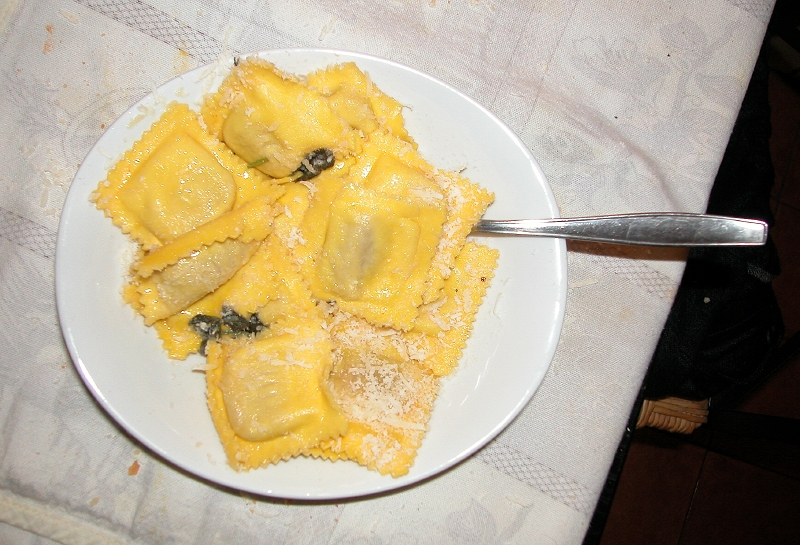
Tortelli di zucca.

- Cavatelli al sugo di ventricina (Molise)
- Gnocchi alla sorrentina (Campania)
- Maccheroni alla chitarra (Abruzos)
- Fregula alla campidanese (Cerdeña)
- Lasagne alla bolognese (Emilia-Romaña)
- Orecchiette alle cime di rapa (Apulia, Basilicata)
- Pasta con i peperoni cruschi (Basilicata)
- Pasta con le sarde (Sicilia)
- Pappardelle al sugo di lepre (Toscana)
- Penne all'Arrabbiata (Lacio)
- Pansoti con le noci (Liguria)
- Ravioli con ricotta e spinaci (Marcas)
- Rigatoni cacio e pepe (Lacio)
- Spaghetti aglio e olio (Campania)
- Spaghetti alla Carbonara (Lacio)
- Spaghetti alle vongole (Campania)
- Spaghetti alla puttanesca (Campania)
- Tagliatelle al ragù bolognese (Emilia-Romaña)
- Tortellini in brodo (Emilia-Romaña)
- Trenette al pesto (Liguria)

### Risotto

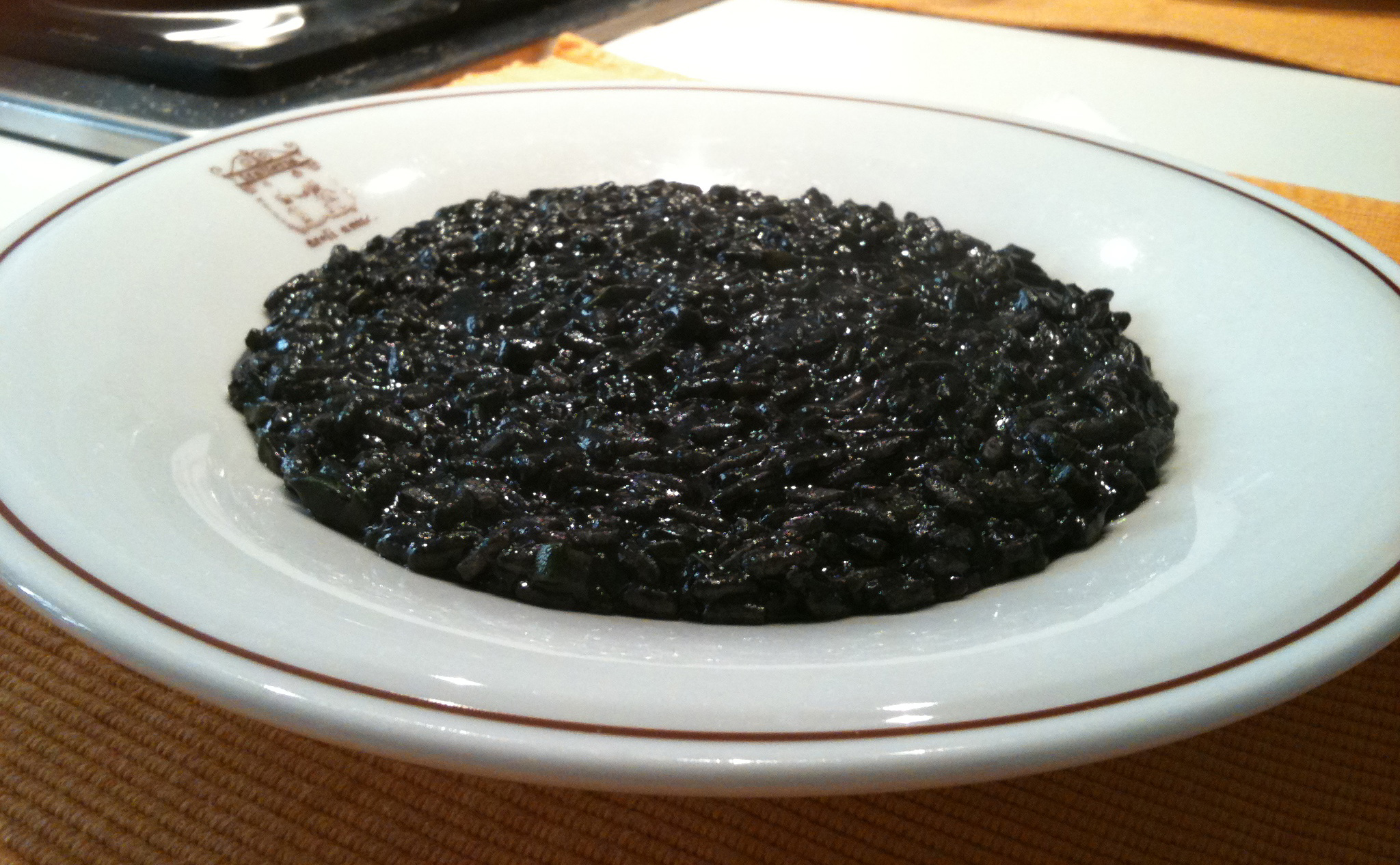
Risotto al nero di seppia.

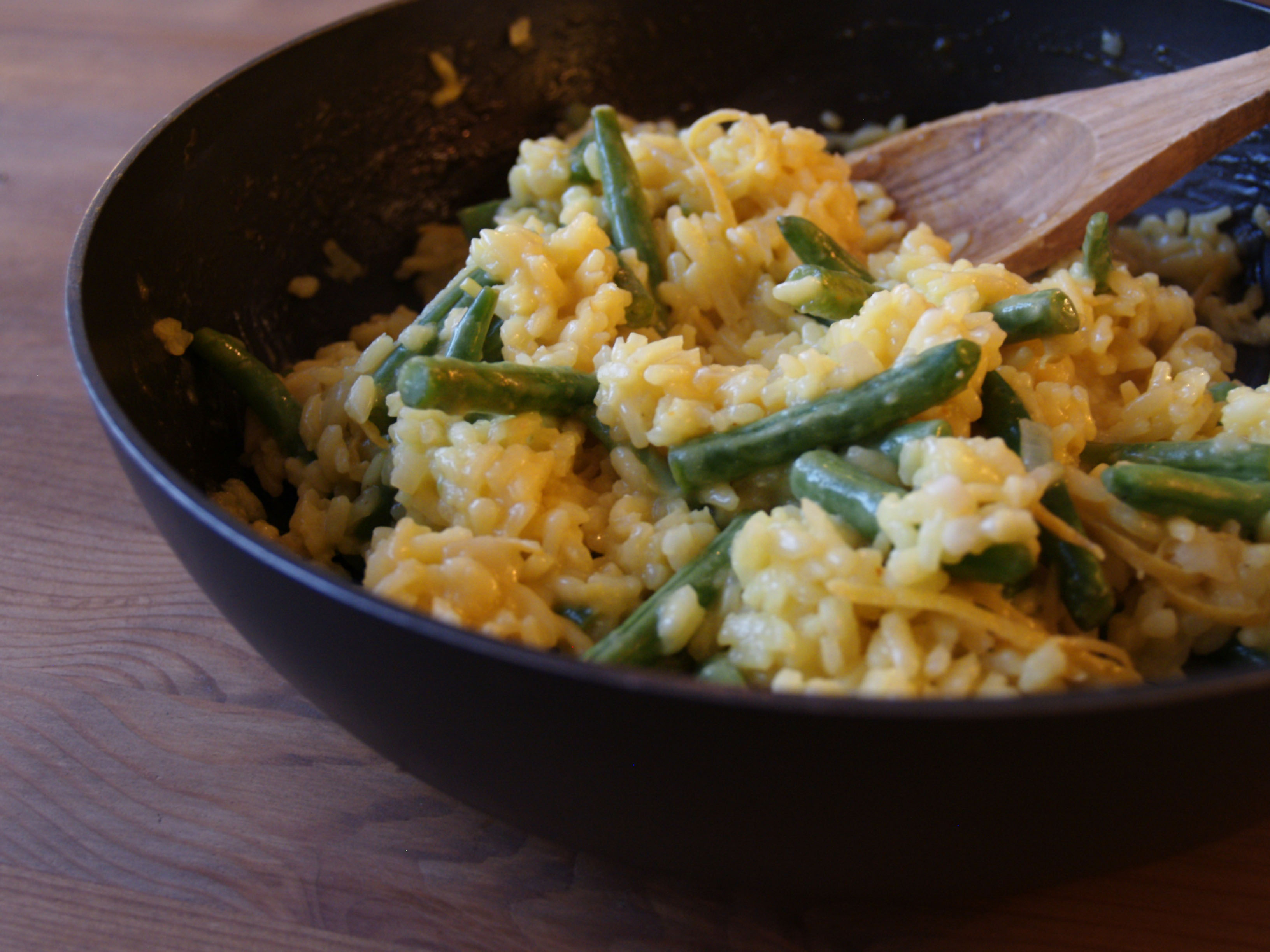
Risotto agli asparagi e limone.

Corresponden a una determinada tipología de platos que incluyen arroz y son todos ellos procedentes del norte de Italia, especialmente de regiones como Lombardía, Piamonte y Véneto. Como los siguientes:
- Risotto alla milanese: risotto con azafrán (llamado así por ser típico de Milán) que suele acompañarse con ossobuco.
- Risotto ai funghi: risotto de setas (porro, boleto anillado y champiñón). Suele llevar también cebolla y se cocina con leche y queso.
- Risotto al parmigiano: risotto elaborado con queso parmesano y mantequilla.
- Risotto al radicchio: risotto con radicchio (achicoria roja típica del Norte de Italia), cebolla y vino blanco.
- Risotto alla zucca: risotto con calabaza y quesos típicos.
- Risotto alle zucchine: risotto con calabacín y quesos típicos .
- Risotto alla salsiccia: risotto con un tipo de salchicha italiana, mantequilla, verduras y vino blanco.
- Risotto agli spinaci: risotto con espinacas y quesos típicos.
- Risotto ai frutti di mare: risotto con mariscos y vino blanco.
- Risotto alla asparagi: risotto con espárragos y mantequilla.
- Risotto alla caprese: risotto con tomates, mozzarella y albahaca.
- Risotto alla carbonara: risotto con yema de huevo, guanciale y queso pecorino.
- Risotto quattro formaggi: risotto con 4 tipos diferentes de quesos italianos (grana padano, castelmagno, gorgonzola y queso de Bra).

### Postres

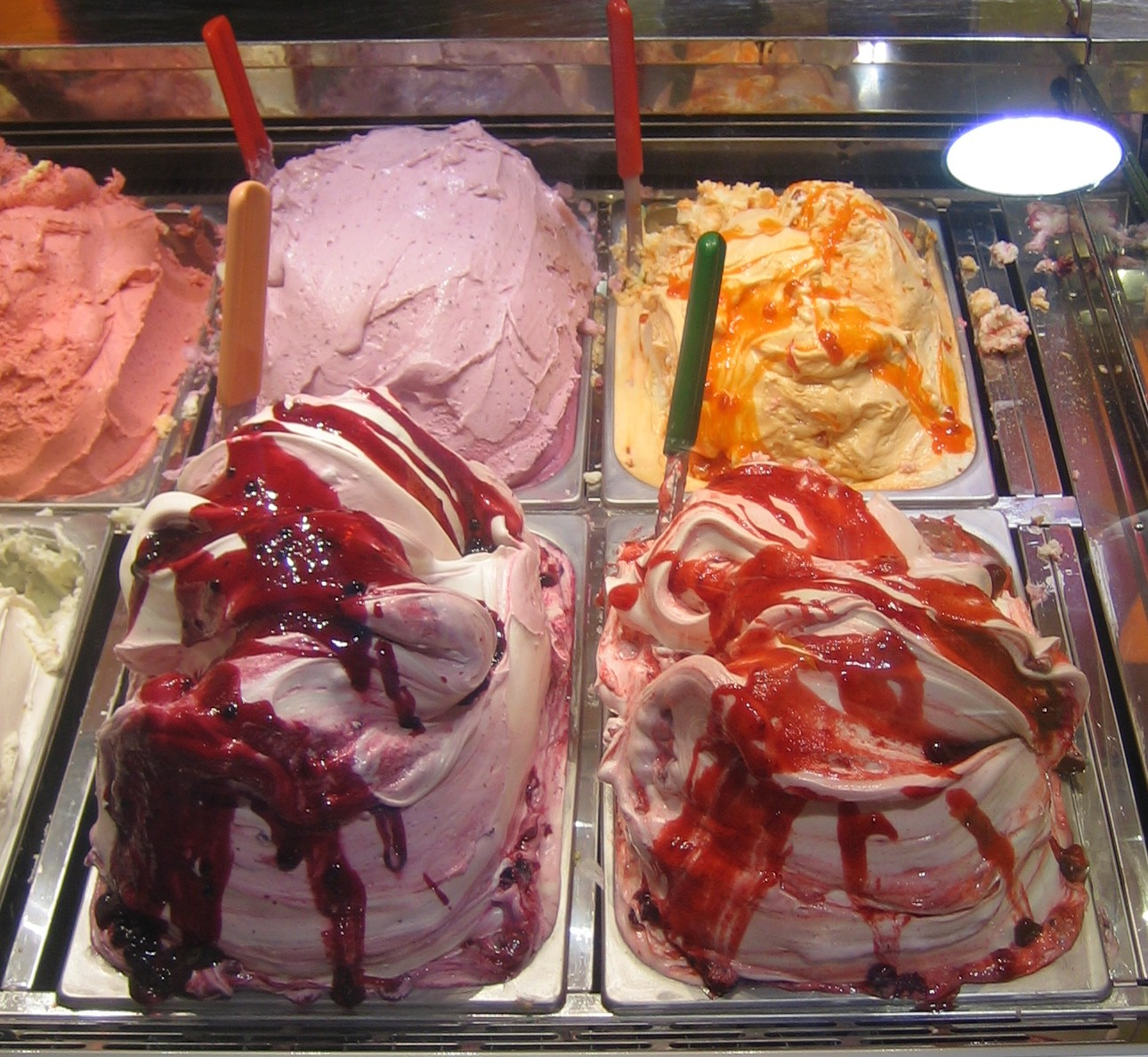
Gelato.

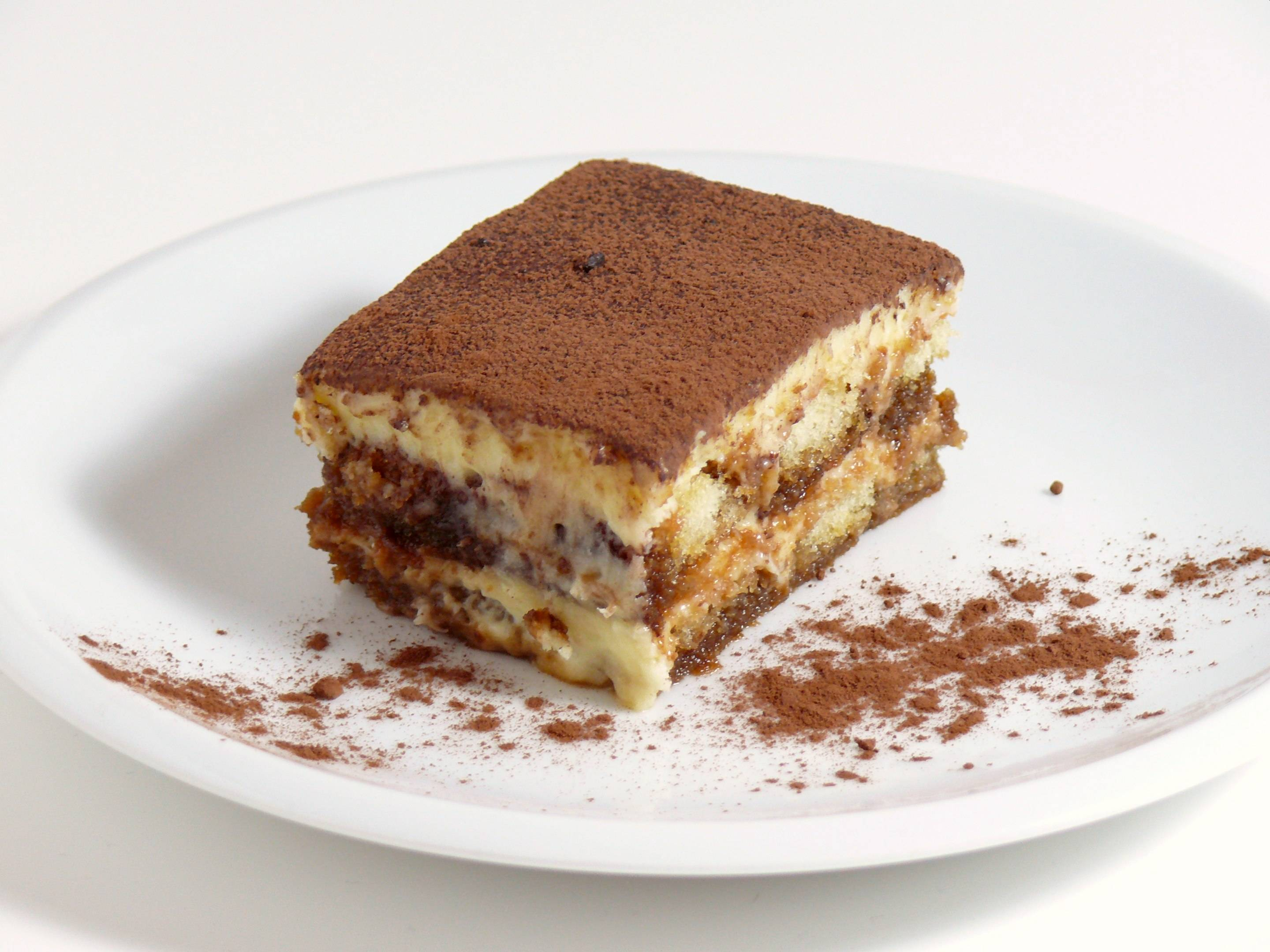
Tiramisù.

Uno de los postres tradicionales en toda Italia es el gelato (helado típico italiano), además del tiramisú, elaborado con uno de los quesos italianos típicos: el mascarpone. En Nápoles existe el babà (dulce con ron), mezclado con diferentes cremas y de diferentes sabores. También se encuentra el zabaglione, a base de huevo, marsala, azúcar y naranja. Algunos ejemplos de postres regionales italianos son:
- Cannoli
- Cantucci
- Cassata
- Cornetto
- Gelato
- Granita
- Panna cotta
- Pandoro
- Panettone
- Panforte
- Parrozzo
- Pastiera
- Pignolata
- Pinza
- Pizzelle
- Ricciarelli
- Sfogliatelle
- Strudel
- Tartas: Torta caprese, Sbrisolona, Castagnaccio, Zuppa inglese, Crostata, etcétera.
- Tiramisú
- Torrone (turrón)
- Zabaione
- Zuccotto